# Assmaa Niang
Assmaa Niang (* 4. Januar 1983 in Paris, Frankreich) ist eine marokkanische Judoka und zweifache Olympiateilnehmerin.

## Leben
Im Alter von 11 Jahren zog sie nach Frankreich. Aufgrund ihrer Legasthenie hatte sie Schwierigkeiten in der Schule, wodurch ihr zunächst eine sportliche Karriere über den akademischen Zweig verschlossen blieb. Sie begann mit 22 Jahren bei der Pariser Feuerwehr zu arbeiten. Mit 20 Jahren begann sie Judo. Sie bereiste über 70 Nationen und trainierte in einer Vielzahl von diesen.

## Erfolge
Sie kämpfte anfangs für Frankreich, wechselte jedoch zu Marokko, um bei Olympia teilzunehmen. Niang gewann 2014 den Grand Prix in Düsseldorf in der Gewichtsklasse bis 70 kg. Sie gewann fünfmal die Afrika-Meisterschaften. 2015 gewann sie das Afrika Open in Port Louis und 2016 und 2017 das Afrika Open in Casablanca. Niang gewann 2018 Bronze beim Grand Prix in Zagreb. Sie belegte den fünften Platz bei den Weltmeisterschaften 2018 in Baku. Sie holte 2019 Bronze beim Grand Slam in Ekaterinburg und sie nahm an den Olympischen Spielen in Rio de Janeiro und Tokio teil. Im Jahr 2023 gewann sie eine Silbermedaille bei der European Open in Rom.